# Pseudogoodyera
Pseudogoodyera ist eine Gattung aus der Familie der Orchideen (Orchidaceae). Sie enthält ein bis drei Arten, die in Mittelamerika und auf Kuba verbreitet sind.

## Beschreibung
Die Pseudogoodyera-Arten sind kleine, krautige Pflanzen. Die Wurzeln stehen büschelweise zusammen, sie sind fleischig, zylindrisch bis spindelförmig und behaart. Zwei oder drei gestielten Blätter stehen in einer grundständigen Rosette. Die Blattspreite ist lanzettlich bis oval geformt, sie endet spitz, die Blattfarbe ist ein dunkles Grün mit silbern gezeichneten Blattadern oder Flecken. Zur Blütezeit sind die Blätter noch nicht verwelkt.
Der traubige Blütenstand ist dicht- und vielblütig, die kleinen Blüten stehen undeutlich einseitswendig. Besonders im oberen Bereich ist die Blütenstandsachse behaart. Die Hochblätter stehen dicht und umhüllen den Blütenstandsstiel, sie sind röhrenförmig bis lanzettlich, spitz, ihre Farbe ist rötlich. Die winzigen Blüten sind rötlich-grün mit weißer Lippe. Der Fruchtknoten ist spindelförmig, ungestielt, etwas verdreht und leicht behaart. Das dorsale Sepal ist frei, oval und konkav gebogen. Die seitlichen Sepalen sind mit ihren asymmetrischen Basen zu einer kleinen Ausbuchtung verwachsen. Die Petalen sind schmal spatelförmig, mit dem inneren Rand haften sie dem dorsalen Sepal an, die Spitzen sind frei. Die Lippe ist an der Basis schmal (genagelt) und seitlich mit zwei als undeutliche Verdickung sichtbaren Nektardrüsen versehen, weiter vorn geht sie in die herz- bis muschelförmige Spreite über. Sie ist ziemlich fleischig mit dünneren Rändern, die Seiten sind nach oben geschlagen und haften der Säule an. Die Säule ist kurz, gebogen, auf der Unterseite behaart. Sie ragt über die Ansatzstelle am Fruchtknoten hinaus und bildet einen leicht gebogenen Säulenfuß, der etwa so lang ist wie die eigentliche Säule. Die Narbe ist nierenförmig oder halbkreisförmig und liegt quer zur Säulenachse. Das Staubblatt ist breit oval, an der Basis herzförmig, vorne stumpf bis abgerundet. Es enthält die keulenförmigen, gelben Pollinien, die an einer kleinen, ovalen Klebscheibe (Viscidium) hängen. Das Trenngewebe zwischen Narbe und Staubblatt (Rostellum) ist ziemlich kurz und trapezförmig, das Viscidium hinterlässt nach Entfernen eine rundliche Vertiefung. Die aufrecht stehenden Kapseln sind umgekehrt eiförmig.

## Vorkommen
Die Arten der Gattung Pseudogoodyera kommen im nordöstlichen Mexiko, in Belize, Guatemala und auf Kuba vor. Sie besiedeln Höhenlagen bis 1000 Meter. Sie kommen terrestrisch oder lithophythisch in tropischem immergrünem oder saisonal laubabwerfendem Wald vor.

## Systematik und botanische Geschichte
Pseudogoodyera wird innerhalb der Tribus Cranichideae in die Subtribus Spiranthinae eingeordnet. Die Gattung wurde 1920 von Rudolf Schlechter in Beihefte zum Botanischen Centralblatt. Abt. 2 Band 37, Teil 3, Seite 369 erstbeschrieben. Der Name bezieht sich darauf, dass die Typusart, Pseudogoodyera wrightii, von Reichenbach zuerst in die nur entfernt verwandte Gattung Goodyera eingeordnet worden war. Schlechter gab die Gattungen Brachystele, Mesadenus und Sauroglossum als die nächsten Verwandten an, die tatsächlichen Verwandtschaftsverhältnisse sind allerdings unklar.
Alle drei Arten die von verschiedenen Autoren in die Gattung Pseudogoodyera gestellt wurden, waren anfangs als Spiranthes beschrieben worden. Schlechter beschrieb 1920 Pseudogoodyera wrightii, die Gattung wurde von Leslie Garay in seiner Revision der Spiranthinae von 1982 ebenfalls verwendet. Burns Balogh stellte 1986 als weitere Art Pseudogoodyera gonzalezii auf, von Garay und 2003 auch von Salazar als Physogyne betrachtet. Die dritte Art ist die 1994 von Szlachetko beschriebene Pseudogoodyera pseudogoodyeroides, die allerdings von Govaerts als Synonym zu Pseudogoodyera wrightii gewertet wird. Nach POWO bleibt also eine Art:
- Pseudogoodyera wrightii (Rchb.f.) Schltr.